# Ria Formosa
A Ria Formosa é um sapal situado na região do Algarve em Portugal, que se estende pelos concelhos de Loulé, Faro, Olhão, Tavira e Vila Real de Santo António, abrangendo uma área de cerca de 18.400 hectares ao longo de 60 km desde a praia do Ancão até à praia da Manta Rota. E foi considerado um dos mais belos parques do Algarve, tendo uma grande função e um belo habitat. 
Trata-se de uma área protegida pelo estatuto de Parque Natural, atribuído pelo Decreto-lei 373/87 de 9 de dezembro de 1987. Anteriormente, a Ria Formosa tinha estatuto de Reserva Natural, instituído em 1978. É um local classificado como sítio Ramsar

## Localização

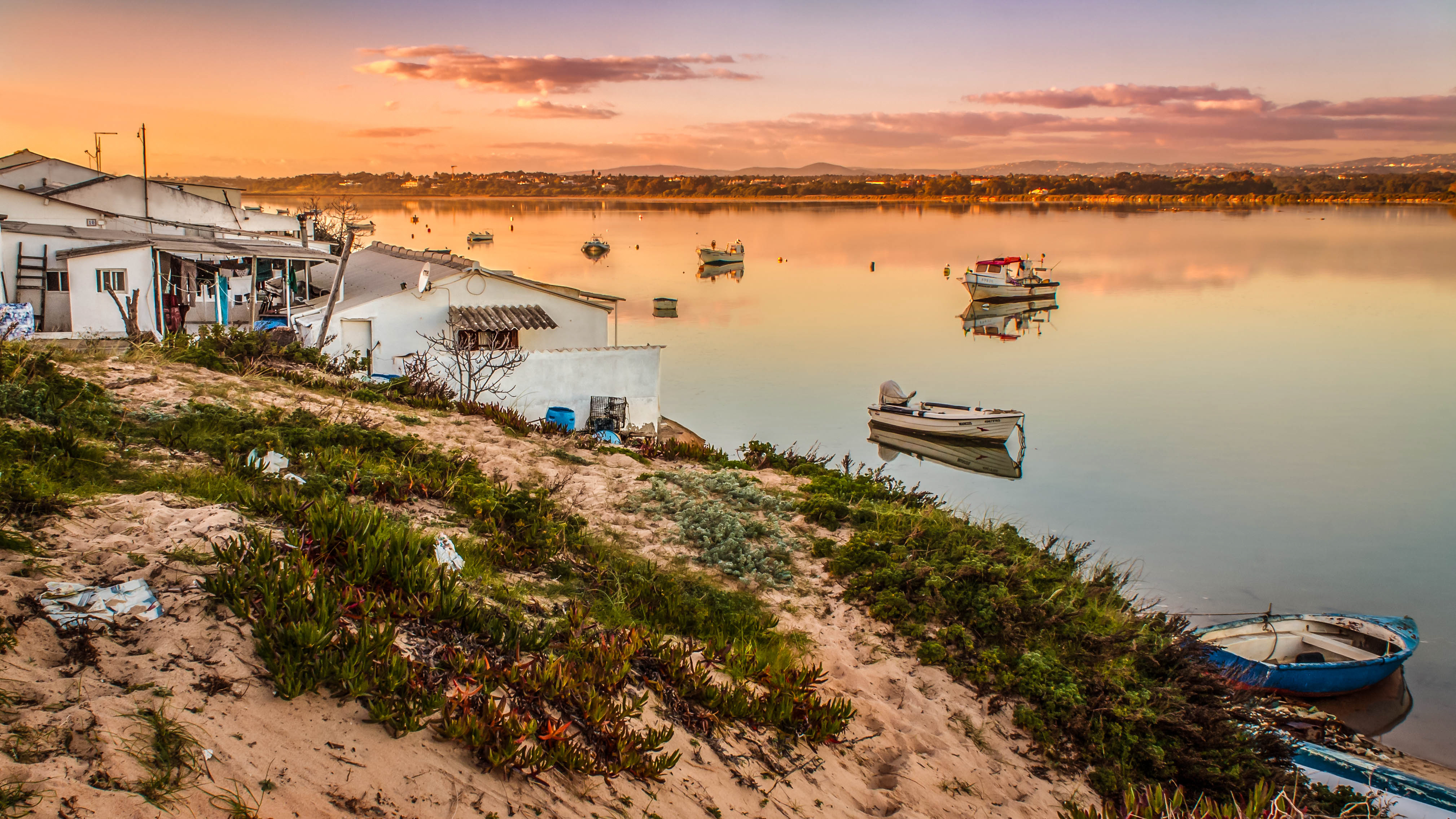

A sul é protegida do Oceano Atlântico por um cordão dunar quase paralelo à orla continental, formado por duas penínsulas (a Península do Ancão, que engloba a praia do Ancão e a praia de Faro; e a Península de Cacela, que engloba a Praia de Cacela Velha e a Praia da Fábrica) e cinco ilhas barreira arenosas (Ilha da Barreta, Ilha da Culatra, Ilha da Armona, Ilha de Tavira e Ilha de Cabanas), que servem de protecção a uma vasta área de sapal, canais e ilhotes.
A norte, em toda a extensão, o fim da laguna não tem uma delimitação precisa, uma vez que é recortada por salinas, pequenas praias arenosas, por terra firme, agricultável e  por linhas de água doce que nela desaguam (ribeira de São Lourenço, rio Seco, ribeira de Marim, ribeira de Mosqueiros , rio Gilão, ribeira do Almargem e ribeira de Cacela). 
Tem a sua largura máxima junto à cidade de Faro (cerca de 6 Km) e variações que nos seus extremos, a Oeste e a Este, atingem algumas centenas de metros.

## Características

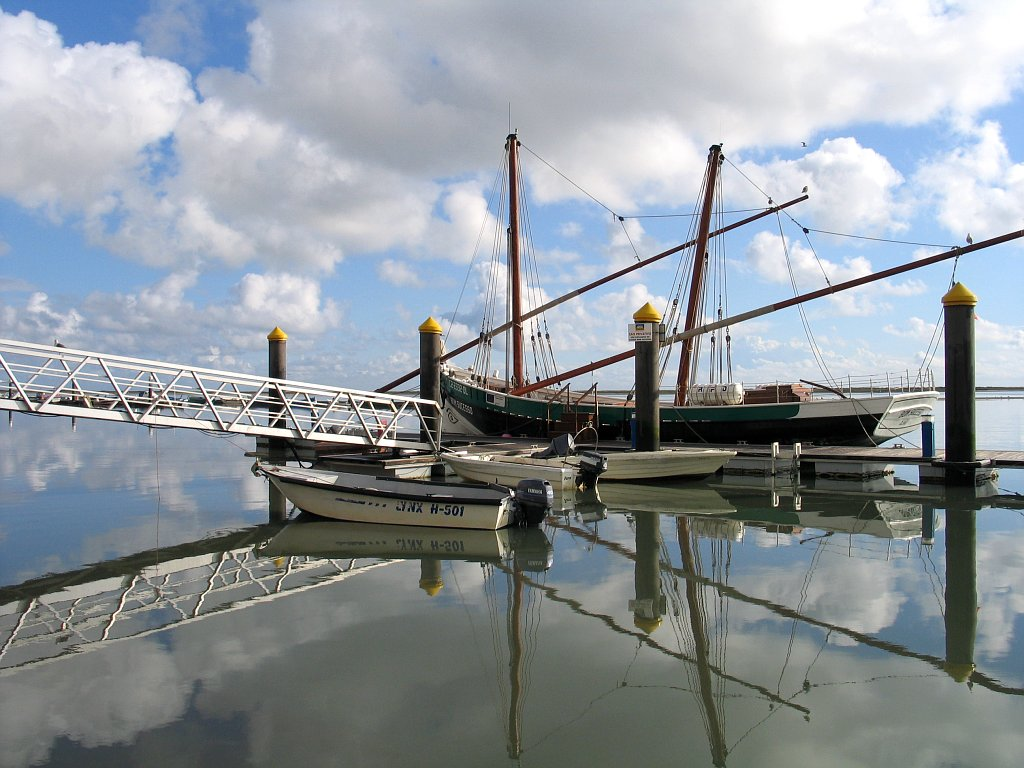
Ancoradouro em Olhão

Este sistema lagunar tem uma forma triângular e apesar de ser reconhecido como ria, na realidade não o é, uma vez que uma ria é um vale fluvial inundado pelo mar o que não é o caso, uma vez que a laguna não é nenhum vale fluvial e é formada por ilhas barreira.
O seu fundo é constituido essencialmente por sedimentos lagunares (matéria orgânica, vasa salgada), sedimentos Continentais (oriundos do transporte pelas ribeiras e escorrência das águas das chuvas)  e sedimentos arenosos ( provenientes das correntes de maré, sobretudo nas barras, galgamentos e ventos) que se têm vindo a consolidar com a ajuda da "morraça" que é um tipo de vegetação predominante e caracteristico desta região.
A sua fisionomia é bastante diversificada devido aos canais formados sob a influência das correntes de maré, formando assim, uma rede hidrográfica densa.
É uma zona húmida de importância internacional como habitat de aves aquáticas. Está, por este motivo, inscrita na Convenção de Ramsar, pelo que o Governo Português assumiu o compromisso de manter as características ecológicas da zona e de promover o seu uso racional.

## Ecologia e proteção ambiental

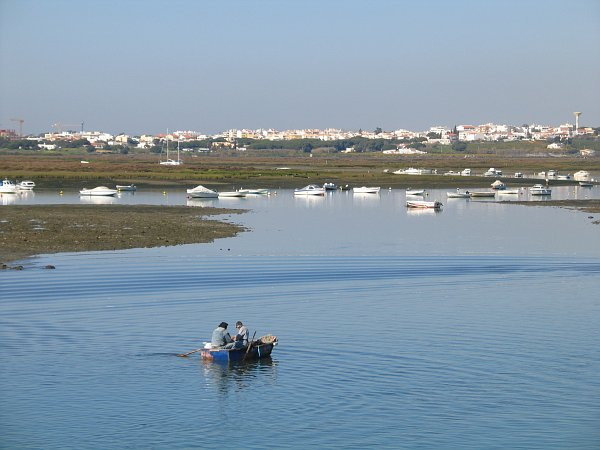
Ria Formosa em Faro

Esta área protegida está também classificada como zona de protecção especial no âmbito da Directiva 79/409/UE.
O parque natural está geminado com Domaine de Certes - Le Teich, França, ao abrigo do Programa de Germinação de Áreas Protegidas Costeiras da Europa.
O parque Nacional da Ria Formosa tem sido ameaçado pelo excesso de população que vive na região, principalmente devido ao turismo.
A Ria Formosa foi considerada pela BirdLife International como Área Importante para a Preservação de Aves, quer numa zona interior de 23296 hectares de extensão, quer na zona oceânica, de 19900 hectares.